# Daniel Keyes
Daniel Keyes (Brooklyn, 9 agosto 1927 – Boca Raton, 15 giugno 2014) è stato un autore di fantascienza statunitense, principalmente noto per il suo racconto Fiori per Algernon, del 1959, vincitore del Premio Hugo nel 1960, che adattò in un romanzo omonimo nel 1966 aggiudicandosi con esso il Premio Nebula e in un film nel 1968.
Keyes aveva un Bachelor of Arts in psicologia e un Master's degree in letteratura inglese ed americana. Nel 2000, la Science Fiction and Fantasy Writers of America lo ha insignito del Premio Author Emeritus.

## Opere tradotte in italiano
- Fiori per Algernon (Flowers for Algernon) (1966), Milano, Longanesi, 1973
- Una stanza piena di gente (The Minds of Billy Milligan) (1981), Milano, Nord, 2009
- La quinta Sally (The Fifth Sally) (1980), Milano, Nord, 2018